# Krokus (album)
Albums de Krokus
To You All
(1977)
Krokus est le premier album du groupe suisse du même nom. Il est paru sur le label suisse Schnoutz Records en 1976 et a été produit par le groupe et P.J. Mac Taggart . 

## Historique
Cet album fut enregistré en novembre et décembre 1975 dans les studio Sinus de Berne en Suisse.
Aussi connu sous le nom de First album ou Ice Breaker il demeure très difficile à trouver au vu de son nombre de pressages (560 albums seulement auraient été vendus) et  disponible uniquement en vinyle. On ne peut pas parler encore de hard rock, le groupe cherche encore ses marques et certains passages évoquent plutôt le rock progressif. 
La pochette est un dessin d'un autre artiste de rock suisse, Polo Hofer.

## Liste des titres
Face 1
| No | Titre               | Auteur   | Durée |
| -- | ------------------- | -------- | ----- |
| 1. | Majale              | Kiefer   | 2:52  |
| 2. | Angela part.1       | Krokus   | 2:55  |
| 3. | Energy              | Kiefer   | 4:53  |
| 4. | Mostsafin           | Kiefer   | 2:58  |
| 5. | No Way              | Kiefer   | 2:30  |
| 6. | Eventide Clockworks | Von Rohr | 1:00  |

Face 2
| No  | Titre              | Auteur                | Durée |
| --- | ------------------ | --------------------- | ----- |
| 7.  | Freak Dream        | Richard, Kiefer, Droz | 3:29  |
| 8.  | Jumpin' In         | Richard, Droz         | 2:15  |
| 9.  | Insalata Mysta     | Kiefer, Droz, Spadino | 6:51  |
| 10. | Angela part.2      | Krokus                | 1:30  |
| 11. | Just Like Everyday | Richard               | 2:53  |

## Musiciens
- Tommy Kiefer : chant, guitares
- Chris Von Rohr : batterie, percussions, piano, chant
- Hansi Droz : guitares
- Remo Spadino : basses
- Peter Richard: chant